# Пархоменко, Ольга Михайловна
О́льга Миха́йловна Пархо́менко (укр. Ольга Михайлівна Пархоменко) — Заслуженный артист Украинской ССР, скрипач, педагог. Лауреат международных конкурсов в Познани, Париже, Зальцбурге. Почётный профессор Национальной музыкальной академии Украины имени П. И. Чайковского. Преподавала в Киевской и Минской консерваториях, в музыкальной академии им. Я. Сибелиуса в Хельсинки.
Ольга Пархоменко — автор многочисленных скрипичных редакций и исполнитель множества произведений для скрипки современных композиторов. Её выпускники — известные солисты, камерные исполнители, концертмейстеры известных оркестров. Среди них — А. Мельников, В. Бродский, Н. Минко, А. Запольский, Т. Водопьянова, О. Соколовская, С. Шотт, А. Гоноболин.

## Биография
Ольга Михайловна Пархоменко родилась 7 апреля 1928 года в Киеве.
В 1950 закончила Киевскую консерваторию (класс профессора Д. Бертье). В 1950—1953 училась в аспирантуре Московской консерватории в классе профессора Д. Ойстраха.
- В 1952 — лауреат ІІІ премии международного конкурса имени Г. Венявского в Познани.
- В 1955 — лауреат ІІ премии имени М. Лонг и Ж. Тибо в Париже.
- В 1956 — лауреат І премии имени В. А. Моцарта в Зальцбурге.

С 1963 по 1982 — преподавала в Киевской государственной консерватории им. П. И. Чайковского.
Пархоменко выступала с концертами в Германии, Китае, Болгарии, Чехословакии, Монголии, Сирии, Ливане, Египте, Исландии, Австрии, Франции.